# Energy Not Supplied
Energy Not Supplied (ENS) är ett mått på icke levererad energi. ENS är ett tillförlitlighetsindex som används för elkraftsystem och har oftast enheten kWh. Indexet kan både användas för att beräkna historiska händelser eller för att simulera framtida scenarier (exempelvis jämföra olika investeringsalternativ).